# Lars Arrhenius
Lars Arrhenius (* 8. Dezember 1966 in Stockholm; † 18. April 2020 ebenda) war ein schwedischer Künstler, der sich der Medien Grafik, Animation und Film bediente.

## Leben und Werk

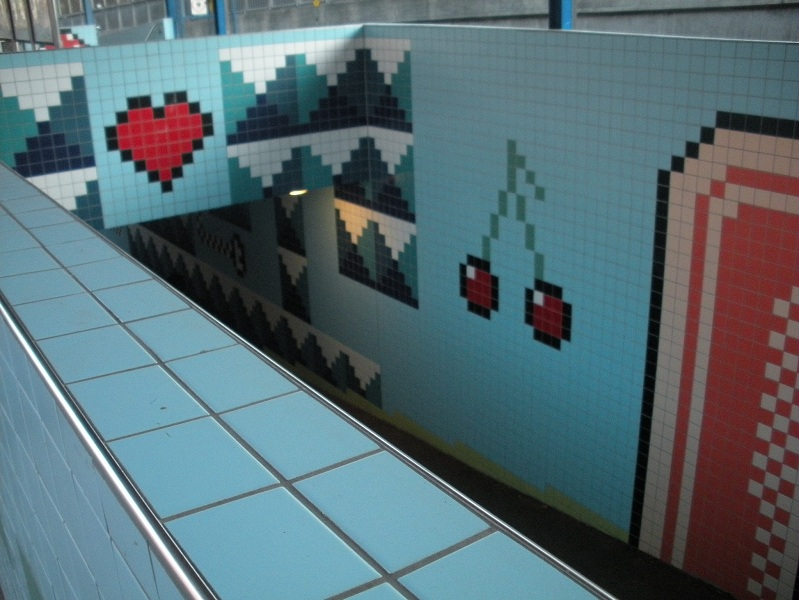
„Playtime“ (2008), Game Art von Lars Arrhenius in der Station Thorildsplan

Lars Arrhenius studierte von 1989 bis 1994 an der Kungliga Konsthögskolan in Stockholm und 1995/1996 an der Rijksakademie van beeldende kunsten in Amsterdam. Zusammen mit Johannes Müntzing hat er seit 2001 eine Reihe von Kurzfilmen und Animationen produziert, die auf Filmfestivals und in Ausstellungen gezeigt wurden.
Erste internationale Bekanntheit erlangte Arrhenius mit der Arbeit The Man without one Way von 1999, die in 171 Bildern mehrere Versionen der Geschichte eines Mannes erzählt, der sein Haus verlässt. Seine grafischen Arbeiten zeichnen sich durch einen reduzierten, „sauberen“, cartoon-haften Stil aus, der in Gestaltungsdetails an Piktogramme erinnert. Überraschende Wendungen und schwarzer Humor finden sich in vielen seiner Arbeiten.
2008 gestaltete Arrhenius die U-Bahnstation Thorildsplan in Stockholm. Unter dem Titel „Playtime“ versah er die Wände mit Figuren und Symbolen aus klassischen Arcade-Spielen wie Pac-Man und Space Invaders.
Er starb am 18. April 2020 nach einer Operation.

## Gruppenausstellungen (Auswahl)
- 2008: The real Thing - New Acquisitions, Malmö Konstmuseum.
- 2007: The BiG Store, Temple Bar Gallery, Dublin.[5]
- 2006: Piktogramme – die Einsamkeit der Zeichen, Kunstmuseum Stuttgart.[6]
- 2004: BLICK 04: Neue Filme und Videos aus dem Norden und dem Baltikum, Kunstverein München.[7]
- 2002: Stories, Haus der Kunst, München.
- 1995: Oude en nieuwe kunst, Rijksmuseum Amsterdam.[8]